# Шарлотта Савойская
Шарлотта Савойская (фр. Charlotte de Savoie; около 11 ноября 1441, Шамбери — 1 декабря 1483, Амбуаз) — вторая жена короля Франции Людовика XI. Дочь Людовика I, герцога Савойского и Анны де Лузиньян, принцессы Кипрской.

## Биография
В 1451 году, Шарлотта вышла замуж за дофина Франции Людовика (будущего Людовика XI), старшего сына короля Франции Карла VII и Марии Анжуйской. Невесте было всего десять лет, в то время как её жениху двадцать восемь. Брак был обычным политическим союзом и муж уделял Шарлотте мало внимания. У них родились восемь детей, трое из которых выжили:
- Луи (1458—1460)
- Иоахим (Жоаким) (1459)
- Луиза (1460)
- Анна (1461—1522), с 1473 года замужем за Пьером II (1438—1503), герцогом де Бурбон
- Жанна (1464—1505), с 1476 года замужем за Людовиком XII Орлеанским (1462—1515), королём Франции
- Франсуа (1466)
- Карл VIII (1470—1498), король Франции с 1483 года
- Франсуа (1472—1473).

Шарлотта умерла 1 декабря 1483 года, пережив своего мужа на несколько месяцев.